# دنیس کروپکه
دنیس کروپکه (انگلیسی: Dennis Kruppke؛ زادهٔ ۱ آوریل ۱۹۸۰) بازیکن فوتبال اهل آلمان است.
از باشگاه‌هایی که در آن بازی کرده‌است می‌توان به باشگاه فوتبال آینتراخت برانشوایگ و باشگاه فوتبال فرایبورگ اشاره کرد.